# Раймон II (граф Мельгёя)

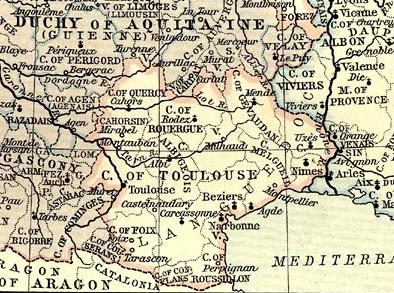
Графство Мельгёй на карте Тулузского графства, 1154

Раймон II (Raymond II de Melgueil) (ум. ок. 1120) — граф Мельгёя с 1098/99.
Сын Пьера де Мельгёя и Альмодис Тулузской. Родился не ранее 1070 и не позднее 1083 года.
После смерти отца (1098/99) отказался выполнить условия его завещания, касающиеся преференций епархии Магеллона, и был отлучен от церкви епископом Готфруа. Приехал в Рим и получил аудиенцию от папы Урбана II. Был прощён, обязавшись уплатить определённую сумму денег. Принёс папе оммаж и получил от него (per manum eius) свое графство, которое являлось вассалом Святого престола после распада королевства Арелат (1034).
В 1109 г., отправляясь в Иерусалим, составил завещание, в котором за отпущение грехов отписал епархии Магеллона несколько земельных участков, долю в солеварнях и право рыболовства в пруду.
Жена — Мария, происхождение не выяснено. Сын:
- Бернар IV (ум. 1132), граф Мельгёя.